# Литиева батерия
Литиевите батерии са първични (незареждаеми) батерии, в които в качеството на анод се използва метален литий. Тези типове батерии се наричат също литий-метални батерии или литиеви елементи.
Те се различават от другите батерии с по-високата енергийна плътност и високата стойност за единица. В зависимост от конструкцията и използваните химични съединения литиевите елементи могат да дават напрежение от 1,5 V (съпоставимо с цинково-въглеродните или алкалните батерии) до примерно 3,7 V.
Първичните литиеви батерии са за еднократна употреба и трябва да се прави разлика между тях и вторичните литий-йонни или литий-полимерни, които са зареждащи се акумулатори. Литият е особено полезен, тъй като неговите йони могат да се преместват между анода и катода, използвайки интеркалирано съединение на лития като катоден материал, но без използване на метален литий като материал на анода. Чистият литий мигновено реагира с водата или даже с влагата от въздуха; литият в йонно-литиевите батерии се намира в по-малко реактивно съединение.
Литиевите батерии широко се използват в портативните битови електронни устройства. Терминът „литиева батерия“ се отнася към семейството на различни литий-метални химични съединения, включващи множество типове катоди и безводни електролити, но всичките с метален литий като анод. За батерията са необходими от 0,15 до 0,3 kg литий за 1 kWh енергия.
В най-разпространения тип литиеви елементи, използвани за потребителски цели, се използва метален литий в качеството на анод и манганов диоксид като катод, с литиева сол, разтворена в органичен разтворител, в качеството на електролит. Много често миниатюрните батерии (тип „копче“ или „часовникови“) са литиеви батерии.
Предимствата на литиевите батерии пред другите първични елементи с водни електролити (като например алкалните или цинково-въглеродните батерии) се изразяват в по-високите плътност на енергията и специфична енергия, високо напрежение на елемента, много дълъг срок на съхранение благодарение на ниския саморазряд и широкия температурен диапазон на съхранение и експлоатация.